# Alex Prager
Alex Prager, née le 1er novembre 1979, est une photographe et réalisatrice américaine.
Elle vit et travaille à Los Angeles. Ses photographies sont principalement des mises en scène méticuleuses d'acteurs ou de figurants, souvent décrites[Par qui ?] comme hyperréalistes.
Prager prolonge dans sa filmographie les réalités fictionnelles de ses clichés photographiques, touchant aux thèmes de l’aliénation et du pluralisme de la vie moderne.

## Biographie
Prager commence sa pratique photographique après avoir vu une exposition de William Eggleston au Getty Museum en 1999-2000. Selon Ken Johnson, ses séries photographiques seraient inspirés de Cindy Sherman, Philip-Lorca diCorcia and Douglas Sirk.
En 2005, elle crée The Book of Disquiet (an immoral drama), conçu à la fois comme une exposition et une publication en collaboration avec l'artiste Mercedes Helnwein. Sa notoriété s'amplifie en 2007 après son exposition Polyester, consacrée à la Californie du sud et des portraits de femmes. Sa série suivante est intitulée The Big Valley, elle a été présentée en 2008 à la Michael Hoppen Gallery à Londres, Royaume-Uni puis en 2009 à la Yancey Richardson Gallery à New York. En 2010, avec sa série Week-End, Prager réalise son premier court-métrage : Despair, issu d'ancien travaux. Inspiré par Les Chaussons rouges (1948), le film a été présenté lors de l'exposition New Photography 2010 au Museum of Modern Art de New York, qui la consacre comme l’une des artistes les plus prometteuses
de sa génération.
En 2012, avec la série Compulsion, Alex Prager aborde les thèmes de la catastrophe et des turbulences. En parallèle elle réalise son deuxième film, intitulé La Petite Mort avec Judith Godreche et une narration de Gary Oldman. Le film est une réflexion sur la mort, et selon Prager, conçu comme un film plus traditionnel.
Face in the Crowd, est présenté pour la première fois en 2013 à la Corcoran Gallery of Art, Washington D.C. Il s'agit de l’œuvre la plus complexe d'Alex Prager, qui a nécessité la recréation en studio d'espaces publics - rues, plage, aéroport, cinéma. L'artiste s'est occupée du recrutement et de l'habillage de chacun des 150 figurants, et amis, et a ainsi produit une installation d'une durée de 10 minutes, composée de trois écrans de grande échelle. Face in the Crowd évoque à nouveau la question de l'intemporalité, caractéristique dans l'œuvre de Prager, tout en gardant un regard critique et lucide sur la détresse contemporaine.
En 2015, l'Opéra national de Paris commande à Alex Prager un film pour la 3e Scène. Son film, intitulé La Grande Sortie, explore la tension entre l'expérience de la performance  sur scène et le regard du public. Avec les danseurs étoiles Émilie Cozette et Karl Paquette, sur une bande son de Nigel Godrich. Le film a été produit par Jeremy Dawson. La Grande Sortie est diffusée sur la 3e scène le 15 septembre 2015.
En octobre 2015, la Galerie des Galeries, espace culturel des Galeries Lafayette, Paris, présente sa première exposition personnelle en France. Son dernier film La Grande Sortie y est présenté ainsi que ses dernières photographies.

## Œuvres

### Vidéos
- 2010 : Despair avec Bryce Dallas Howard
- 2011 : Touch of Evil, New York Times[13]
- 2012 : La Petite Mort avec Judith Godreche, Gary Oldman
- 2012 : Sunday
- 2013 : Face in the Crowd avec Elizabeth Banks
- 2015 : La Grande Sortie avec Émilie Cozette, Karl Paquette

### Expositions (sélection)
- 2010 : Nouvelle Photographie, Museum of Modern Art in New York[14]
- 2012 : Compulsion, Foam Fotografiemuseum Amsterdam[14]
- 2012 : Compulsion, Yancey Richardson Gallery, New York[15]
- 2013 : Mise-en-scène, Savannah College of Art and Design[16].
- 2013 : Face in the Crowd, Corcoran Gallery of Art[17]
- 2014 : Alex Prager, The National Gallery of Victoria, Australie  [18]
- 2014 : Face in the Crowd, The Arts Club, London [19]
- 2014 : The Noir Effect, Skirball Cultural Center, Los Angeles [20]
- 2014 : Face in the Crowd, M+B Gallery, Los Angeles [21]
- 2015 : Alex Prager, Istanbul '74, Istanbul [22]
- 2015 : Alex Prager, Lehmann Maupin, Hong Kong [23]
- 2015 : Alex Prager, Galerie des Galeries, Galeries Lafayette, Paris [12]
- 2018 : Alex Prager: Silver Lake Drive, The Photograph's Gallery, London, puis au Musée des beaux-arts Le Locle[24]

## Collections publiques
- The Museum of Modern Art, New York
- The Whitney Museum of American Art, New York
- Moderna Museet, Stockholm
- National Gallery of Victoria, Australia
- Queensland Gallery of Modern Art, Queensland
- Whitney Museum of American Art, New York
- North Carolina Museum of Art, Raleigh
- Cincinnati Art Museum, Cincinnati
- San Francisco Museum of Modern Art, San Francisco
- Kunsthaus Zurich, Zurich
- Fondation Carmignac Gestion, Paris
- Corcoran Gallery of Art, Washington D.C.
- Elgiz Museum of Contemporary Art, Istanbul

## Récompenses
Alex Prager a reçu plusieurs prix majeurs pour son travail, notamment un Emmy Award pour une commande du New York Times : Touch of Evil, avec entre autres Jessica Chastain, George Clooney, Glenn Close, Kirsten Dunst, Rooney Mara, Brad Pitt. En 2012, elle reçoit le Foam Paul Huf Award du Foam Fotografiemuseum Amsterdam, la désignant comme une personnalité majeure de la photographie contemporaine.